# Petaurillus
A Petaurillus az emlősök (Mammalia) osztályának a rágcsálók (Rodentia) rendjébe, ezen belül a mókusfélék (Sciuridae) családjába tartozó nem.

## Rendszerezés
A nembe az alábbi 3 faj tartozik:
- borneói repülőmókus (Petaurillus emiliae) Thomas, 1908
- Hose-repülőmókus (Petaurillus hosei) Thomas, 1900 - típusfaj
- Kinloch-repülőmókus (Petaurillus kinlochii) Robinson & Kloss, 1911